# Список 25 лучших снайперов в истории плей-офф НБА

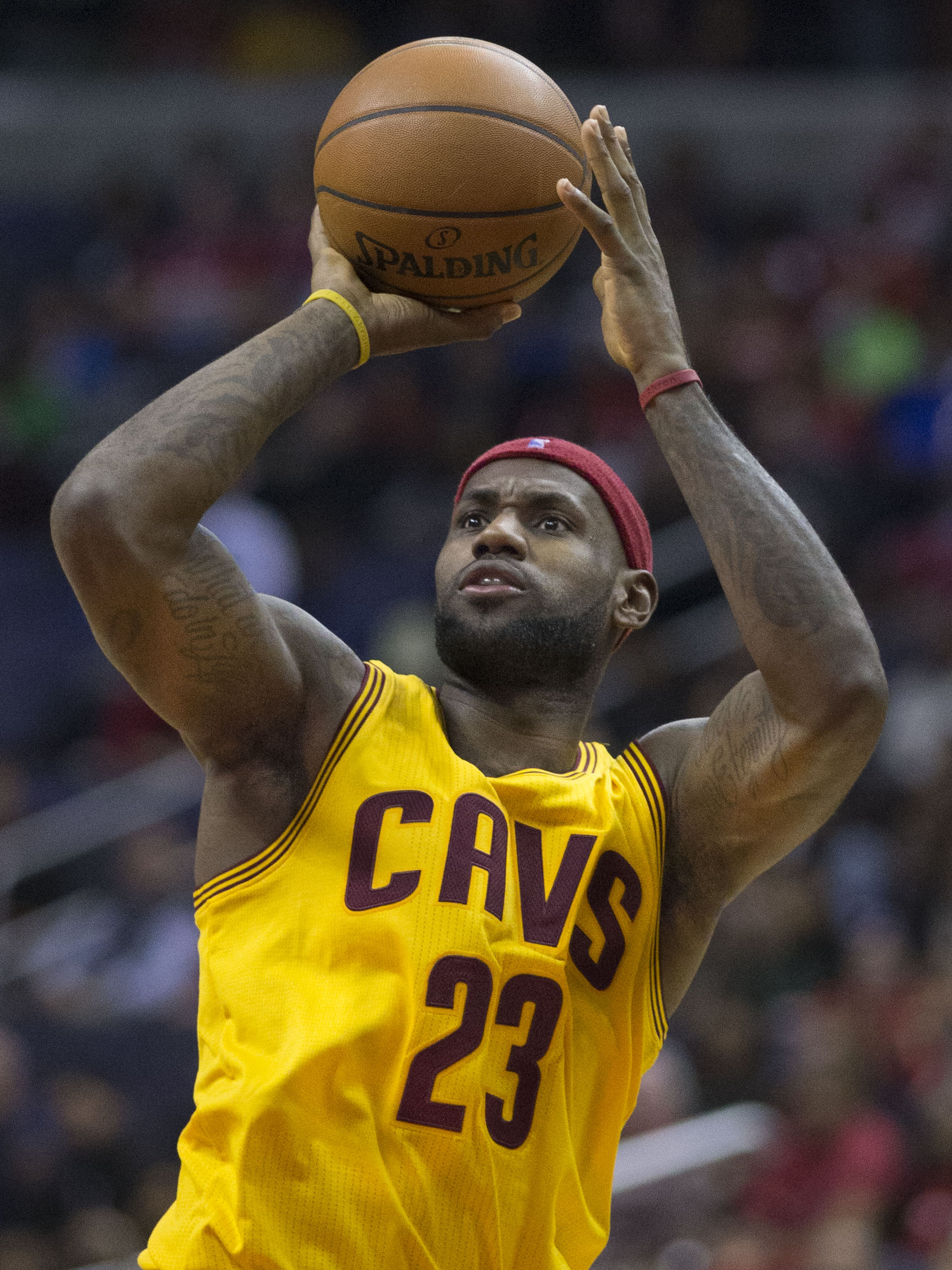
Леброн Джеймс — лучший снайпер в истории плей-офф НБА

Данный список содержит 25 игроков, набравших наибольшее количество очков в матчах плей-офф Национальной баскетбольной ассоциации за карьеру. Полный список лидеров в данной номинации опубликован на сайте basketball-reference.com.
Количество очков, набранных в играх плей-офф за карьеру, указывает на эффективность баскетболиста при игре в атаке, а также на пользу, которую он приносит команде. Лишь один баскетболист на данный момент набрал более 6000 очков, шесть человек преодолели отметку в 5000 очков и 11 игроков имеют в своём активе более 4000 очков. Интересно, что 6 из 9 лучших снайперов в истории плей-офф ассоциации имели опыт выступления за команду «Лос-Анджелес Лейкерс».
Очки начисляются за точные попадания баскетболистов в корзину противника, впрочем не все броски в цель оцениваются одинаково. За попадания с линии штрафных бросков игроку начисляется одно очко, со средней и ближней дистанции — по два, а за все попадания из-за дуги — по три. В НБА трёхочковая зона была официально утверждена лишь в сезоне 1979/80 годов, поэтому у баскетболистов, игравших до 1979 года, трёхочковые попадания в статистике отсутствуют.
Единственным игроком, преодолевшим рубеж в 6000 очков, является Леброн Джеймс, который достиг данного результата в первой встрече финала НБА 2017 года против команды «Голден Стэйт Уорриорз», выйдя на первое место по данному статистическому показателю в пятой встрече финала Восточной конференции плей-офф 2017 года против команды «Бостон Селтикс». Форвард «Лос-Анджелес Лейкерс» до сих пор продолжает свою спортивную карьеру, набрав по окончании плей-офф 2025 года 8289 очков.
Первым игроком, преодолевшим отметку в 5000 очков, стал Карим Абдул-Джаббар в плей-офф 1987 года, после чего завершил свою карьеру спустя два года, набрав в итоге 5762 очка. Спустя 10 лет, в плей-офф 1997 года, это же достижение повторил атакующий защитник «Чикаго Буллз» Майкл Джордан, затем отыгравший ещё один сезон, набрав по окончании плей-офф 1998 года 5987 очков, и хотя спустя три года возобновил свою карьеру в «Вашингтон Уизардс», однако его новая команда за два чемпионата в плей-офф турнира не выходила. В плей-офф 2007 года планку в 5000 очков преодолел Шакил О’Нил, завершивший карьеру через три года с результатом 5250 баллов. В плей-офф 2010 года рубеж в 5000 очков превзошёл и Коби Брайант, забив по окончании плей-офф 2012 года 5640 очков. В плей-офф 2015 года это же достижение повторил Тим Данкан, набрав по завершении плей-офф 2016 года 5172 балла.
Кроме того Леброну Джеймсу принадлежат сразу три рекорда плей-офф НБА: он является самым молодым баскетболистом НБА, забившим 3000 очков, установив это достижение в плей-офф 2012 года, в возрасте 27 лет[a], в плей-офф 2014 года, в 29 лет, стал самым молодым баскетболистом, набравшим 4000 очков[b], а уже в следующем плей-офф, в возрасте 30 лет, стал самым молодым баскетболистом, забившим 5000 очков, во всех трёх случаях побив результаты Брайанта[c]. Сам же Коби Брайант в своё время, владея этими же рекордами, улучшил результаты Майкла Джордана.
Лидером же по среднему показателю за игру также является Майкл Джордан, который по окончании своей спортивной карьеры имеет в активе результат в 33,4 очка в среднем за матч. Второе место по этому показателю, с весьма заметным отставанием, занимает Аллен Айверсон, который по итогам своих выступлений набирал по 29,7 очка в среднем за игру. На третьем месте, с минимальным отставанием, идёт Кевин Дюрант, показатель которого составляет 29,3 очка в среднем за игру.
В данный список входят всего пять действующих баскетболистов, самым результативным из них является Леброн Джеймс, лидирующий в этой номинации.

## Легенда к списку
| Поз.      | ЛФ             | ТФ              | Ц           | РЗ                       | АЗ                 | ГР             | Прим.        |
| Пози- ция | Лёгкий форвард | Тяжёлый форвард | Цент- ровой | Разыгры- вающий защитник | Атакующий защитник | Год рожде- ния | Приме- чания |

| ^ | Действующий игрок Национальной баскетбольной ассоциации                 |
| * | Избран в Зал славы баскетбола                                           |
|   | Недавно закончил карьеру, но пока не избран в Зал славы[d]              |
|   | Закончил карьеру более 10 лет назад, но так и не был избран в Зал славы |

## Список
По состоянию на 23 июня 2025 года (на момент окончания плей-офф 2025 года, следующий плей-офф стартует в апреле 2026 года)
| Место | Игрок                   | Фото | Поз.   | ГР          | Клубы (годы)[e] | Очки | Игры | Очки за игру[f] | Броски с игры | 3-хочк. броски | Штраф. броски | Зал славы | Прим.         |
| ----- | ----------------------- | ---- | ------ | ----------- | --- | ---- | ---- | --------------- | ------------- | -------------- | ------------- | --------- | ------------- |
| 1     | Леброн Джеймс^          |      | ЛФ/ ТФ | 1984        | Кливленд Кавальерс (2006—2010, 2015—2018) Майами Хит (2011—2014) Лос-Анджелес Лейкерс (2020—2021, 2023—2025)                                          | 8289 | 292  | 28,4            | 2971          | 480            | 1867          | —         | [ 10 ] [ 11 ] |
| 2     | Майкл Джордан*          |      | АЗ     | 1963        | Чикаго Буллз (1985—1993, 1995—1998) | 5987 | 179  | 33,4            | 2188          | 148            | 1463          | 2009      | [ 13 ] [ 14 ] |
| 3     | Карим Абдул-Джаббар*[g] |      | Ц      | 1947        | Милуоки Бакс (1970—1974) Лос-Анджелес Лейкерс (1977—1989)                                                                                             | 5762 | 237  | 24,3            | 2356          | 0              | 1050          | 1995      | [ 15 ] [ 16 ] |
| 4     | Коби Брайант*           |      | АЗ     | 1978 — 2020 | Лос-Анджелес Лейкерс (1997—2004, 2006—2012) | 5640 | 220  | 25,6            | 2014          | 292            | 1320          | 2020      | [ 17 ] [ 18 ] |
| 5     | Шакил О’Нил*            |      | Ц      | 1972        | Орландо Мэджик (1994—1996) Лос-Анджелес Лейкерс (1997—2004) Майами Хит (2005—2007) Финикс Санз (2008) Кливленд Кавальерс (2010) Бостон Селтикс (2011) | 5250 | 216  | 24,3            | 2041          | 0              | 1168          | 2016      | [ 19 ] [ 20 ] |
| 6     | Тим Данкан*             |      | ТФ/ Ц  | 1976        | Сан-Антонио Спёрс (1998—1999, 2001—2016) | 5172 | 251  | 20,6            | 1975          | 5              | 1217          | 2020      | [ 21 ] [ 22 ] |
| 7     | Кевин Дюрант^           |      | ЛФ/ АЗ | 1988        | Оклахома-Сити Тандер (2010—2014, 2016) Голден Стэйт Уорриорз (2017—2019) Бруклин Нетс (2021—2022) Финикс Санз (2023—2024)                             | 4985 | 170  | 29,3            | 1684          | 366            | 1251          | —         | [ 23 ] [ 24 ] |
| 8     | Карл Мэлоун*            |      | ТФ     | 1963        | Юта Джаз (1986—2003) Лос-Анджелес Лейкерс (2004) | 4761 | 193  | 24,7            | 1743          | 6              | 1269          | 2010      | [ 25 ] [ 26 ] |
| 9     | Джерри Уэст*            |      | РЗ/ АЗ | 1938        | Лос-Анджелес Лейкерс (1961—1970, 1972—1974) | 4457 | 153  | 29,1            | 1622          | —              | 1213          | 1980      | [ 27 ] [ 28 ] |
| 10    | Стефен Карри^           |      | РЗ     | 1988        | Голден Стэйт Уорриорз (2013—2019, 2022—2023, 2025) | 4147 | 155  | 26,8            | 1388          | 650            | 721           | —         | [ 29 ] [ 30 ] |
| 11    | Тони Паркер*            |      | РЗ     | 1982        | Сан-Антонио Спёрс (2002—2018) | 4045 | 226  | 18,0            | 1613          | 119            | 700           | 2023      | [ 31 ] [ 32 ] |
| 12    | Дуэйн Уэйд*             |      | АЗ/ РЗ | 1982        | Майами Хит (2004—2007, 2009—2014, 2016, 2018) Чикаго Буллз (2017)                                                                                     | 3954 | 177  | 22,3            | 1450          | 103            | 951           | 2023      | [ 33 ] [ 34 ] |
| 13    | Ларри Бёрд*             |      | ТФ     | 1956        | Бостон Селтикс (1980—1988, 1990—1992) | 3897 | 164  | 23,8            | 1458          | 80             | 901           | 1998      | [ 35 ] [ 36 ] |
| 14    | Джеймс Харден^          |      | АЗ     | 1989        | Оклахома-Сити Тандер (2010—2012) Хьюстон Рокетс (2013—2020) Бруклин Нетс (2021) Филадельфия-76 (2022—2023) Лос-Анджелес Клипперс (2024—2025)          | 3895 | 173  | 22,5            | 1173          | 434            | 1115          | —         | [ 37 ] [ 38 ] |
| 15    | Джон Хавличек*          |      | ЛФ/ АЗ | 1940 — 2019 | Бостон Селтикс (1963—1969, 1972—1977) | 3776 | 172  | 22,0            | 1451          | —              | 874           | 1984      | [ 39 ] [ 40 ] |
| 16    | Хаким Оладжьювон*       |      | Ц      | 1963        | Хьюстон Рокетс (1985—1991, 1993—1999) Торонто Рэпторс (2002)                                                                                          | 3755 | 145  | 25,9            | 1504          | 4              | 743           | 2008      | [ 41 ] [ 42 ] |
| 17    | Мэджик Джонсон*         |      | РЗ/ АЗ | 1959        | Лос-Анджелес Лейкерс (1980—1991, 1996) | 3701 | 190  | 19,5            | 1291          | 51             | 1068          | 2002      | [ 43 ] [ 44 ] |
| 18    | Дирк Новицки*           |      | ТФ     | 1978        | Даллас Маверикс (2001—2012, 2014—2016) | 3663 | 145  | 25,3            | 1220          | 149            | 1074          | 2023      | [ 45 ] [ 46 ] |
| 19    | Скотти Пиппен*          |      | ЛФ     | 1965        | Чикаго Буллз (1988—1998) Хьюстон Рокетс (1999) Портленд Трэйл Блэйзерс (2000—2003)                                                                    | 3642 | 208  | 17,5            | 1335          | 200            | 772           | 2010      | [ 47 ] [ 48 ] |
| 20    | Элджин Бэйлор*          |      | ЛФ     | 1934 — 2021 | Миннеаполис/ Лос-Анджелес Лейкерс (1959—1970) | 3623 | 134  | 27,0            | 1388          | —              | 847           | 1977      | [ 49 ] [ 50 ] |
| 21    | Уилт Чемберлен*         |      | Ц      | 1936 — 1999 | Филадельфия/ Сан-Франциско Уорриорз (1960—1962, 1964) Филадельфия-76 (1965—1968) Лос-Анджелес Лейкерс (1969—1973)                                     | 3607 | 160  | 22,5            | 1425          | —              | 757           | 1979      | [ 51 ] [ 52 ] |
| 22    | Кевин Макхейл*          |      | ТФ     | 1957        | Бостон Селтикс (1981—1993) | 3182 | 169  | 18,8            | 1204          | 8              | 766           | 1999      | [ 53 ] [ 54 ] |
| 23    | Пол Пирс*               |      | ЛФ     | 1977        | Бостон Селтикс (2002—2005, 2008—2013) Бруклин Нетс (2014) Вашингтон Уизардс (2015) Лос-Анджелес Клипперс (2016—2017)                                  | 3180 | 170  | 18,7            | 1022          | 276            | 860           | 2021      | [ 55 ] [ 56 ] |
| 24    | Кавай Леонард^          |      | ЛФ     | 1991        | Сан-Антонио Спёрс (2012—2017) Торонто Рэпторс (2019) Лос-Анджелес Клипперс (2020—2021, 2023—2025)                                                     | 3133 | 146  | 21,5            | 1120          | 249            | 644           | —         | [ 57 ] [ 58 ] |
| 25    | Деннис Джонсон*         |      | РЗ/ АЗ | 1954 — 2007 | Сиэтл Суперсоникс (1978—1980) Финикс Санз (1981—1983) Бостон Селтикс (1984—1990)                                                                      | 3116 | 180  | 17,3            | 1167          | 26             | 756           | 2010      | [ 59 ] [ 60 ] |

## Комментарии
- a  Леброн Джеймс набрал 3000-е очко 3 июня 2012 года в четвёртой игре финала Восточной Конференции против «Бостон Селтикс», когда ему было 27 лет и 156 дней[10], в то время как Коби Брайант этот же результат показал 29 апреля 2007 года в четвёртом матче первого раунда плей-офф Западной Конференции против «Финикс Санз», когда ему было 28 лет и 249 дней[17].
- b  Леброн Джеймс набрал 4000-е очко 6 мая 2014 года в первой игре полуфинала Восточной Конференции против «Бруклин Нетс», когда ему было 29 лет и 127 дней[10], в то время как Коби Брайант этот же результат показал 14 мая 2009 года в шестой игре полуфинала Западной Конференции против «Хьюстон Рокетс», когда ему было 30 лет и 264 дня[17].
- c  Леброн Джеймс набрал 5000-е очко 16 июня 2015 года в шестой игре финальной серии против «Голден Стэйт Уорриорз», когда ему было 30 лет и 168 дней[10], в то время как Коби Брайант этот же результат показал 13 июня 2010 года в пятой игре финала НБА против «Бостон Селтикс», когда ему было 31 год и 294 дня[17].
- d  Игроки НБА включаются в Баскетбольный Зал славы не ранее, чем через пять полных лет после окончания карьеры[61], в 2016 году этот период был сокращён до четырёх лет[62], а с 2017 года этот срок стал составлять всего три года[63].
- e  Это список НБА и в него не входят сезоны, проведённые игроками в других лигах, таких как АБА и прочих.
- f  Количество набранных очков в среднем за игру, округляется до десятых.
- g  Сменил имя 1 мая 1971 года после первой победы в НБА и принятия ислама, имя при рождении Фердинанд Льюис Алсиндор-младший или просто Льюис Алсиндор. Его новое имя, Карим Абдул-Джаббар, означает: «щедрый, слуга всесильного» (Аллаха)[64].